# Blindness
Pour le roman du même nom, voir L'Aveuglement.
Pour plus de détails, voir Fiche technique et Distribution.
Blindness, ou L'Aveuglement au Québec, est un film de science-fiction nippo-canado-brésilien réalisé par Fernando Meirelles, sorti en 2008.
Il s'agit de l'adaptation du roman Ensaio sobre a Cegueira (1995) de l'écrivain portugais José Saramago, récompensé par le prix Nobel de littérature en 1998. Le film est présenté en compétition officielle au festival de Cannes 2008.

## Synopsis
Tout commence quand un homme perd subitement la vue alors qu’il est au volant de sa voiture, attendant que le feu passe au vert. Très vite, chacune des personnes qu’il rencontre : le « bon samaritain » qui le raccompagne chez lui, son médecin, les autres patients dans la salle d'attente… sont frappés de « cécité blanche ». Seule la femme du médecin est mystérieusement épargnée. Alors que la contagion s’étend à une vitesse fulgurante, la panique gagne la ville. Les victimes de l’épidémie sont de plus en plus nombreuses et les autorités les placent en quarantaine dans un hôpital désaffecté. La femme du médecin, décidée à rester auprès de son mari, fait croire qu'elle a également perdu la vue. À l’hôpital, elle tente d’organiser un semblant de vie quotidienne civilisée. Lorsque le confinement dégénère en explosion de violence, elle prend la tête de la révolte et guide une famille improvisée à travers la ville dévastée.

## Fiche technique
- Titre : Blindness
- Titre québécois : L'Aveuglement
- Réalisation : Fernando Meirelles
- Scénario : Don McKellar, d'après le roman L'Aveuglement (Ensaio sobre a Cegueira) de José Saramago
- Musique : Marco Antonio Guimarães, en compagnie de son groupe brésilien : Uakti
- Décors : Tulé Peak
- Costume : Renée April
- Photo : Cesar Charlone
- Montage : Daniel Rezende
- Production : Andrea Barata Ribeiro, Niv Fichman et Sonoko Sakai
- Distribution : Pathé Distribution et Miramax Films
- Budget : 25 million USD
- Durée : 120 minutes
- Pays :  Brésil /  Japon /  Canada
- Format : 1.85 : 1
- Langue : anglais
- Dates de sortie :
  - France : 14 mai 2008 (Festival de Cannes)
  - Brésil : 25 août 2008
  - Canada : 6 septembre 2008

## Distribution
Dans ce film, personne ne s'appelle par son nom ou par son prénom[réf. nécessaire].
- Julianne Moore (VF : Isabelle Gardien et VQ : Marie-Andrée Corneille) : La femme du docteur
- Mark Ruffalo (VF : Bernard Gabay et VQ : Sylvain Hétu) : Le docteur
- Alice Braga (VF : Emmanuelle Rivière et VQ : Marika Lhoumeau) : La femme prostituée aux lunettes noires,
- Danny Glover (VF : Pascal N'Zonzi et VQ : Denis Mercier) : Le vieil homme noir avec le bandeau / Le narrateur
- Gael García Bernal (VQ : Geoffroy Gaquere) : Le barman, roi du dortoir 3
- Sandra Oh : La ministre de la santé
- Mpho Koaho (VF : Jean-Baptiste Anoumon) : L'assistant du pharmacien
- Amanda Hiebert (VQ : Isabelle Leyrolles) : La femme de chambre
- Yūsuke Iseya (VF : Stéphane Fourreau et VQ : Jean-François Beaupré) : Le japonais, premier aveugle
- Yoshino Kimura (VQ : Anne Dorval) : La femme du japonais, premier aveugle
- Don McKellar (VQ : Antoine Durand) : Le voleur
- Maury Chaykin (VQ : Sébastien Dhavernas) : Le comptable
- Mitchell Nye : L'enfant au strabisme
- Sont également crédités au générique les chiens "Barnie" et "Jim"

Légende : VF = version française[réf. nécessaire] et VQ = version québécoise

## Autour du film

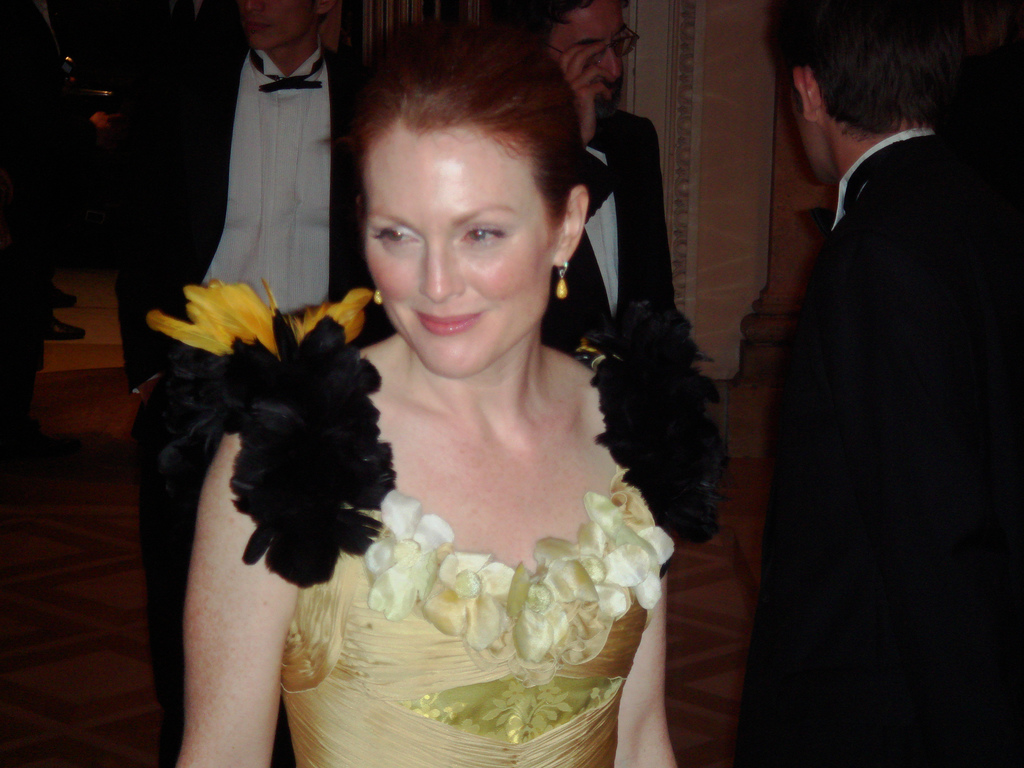
L'actrice Julianne Moore pour la présentation du film au Festival de Cannes 2008.

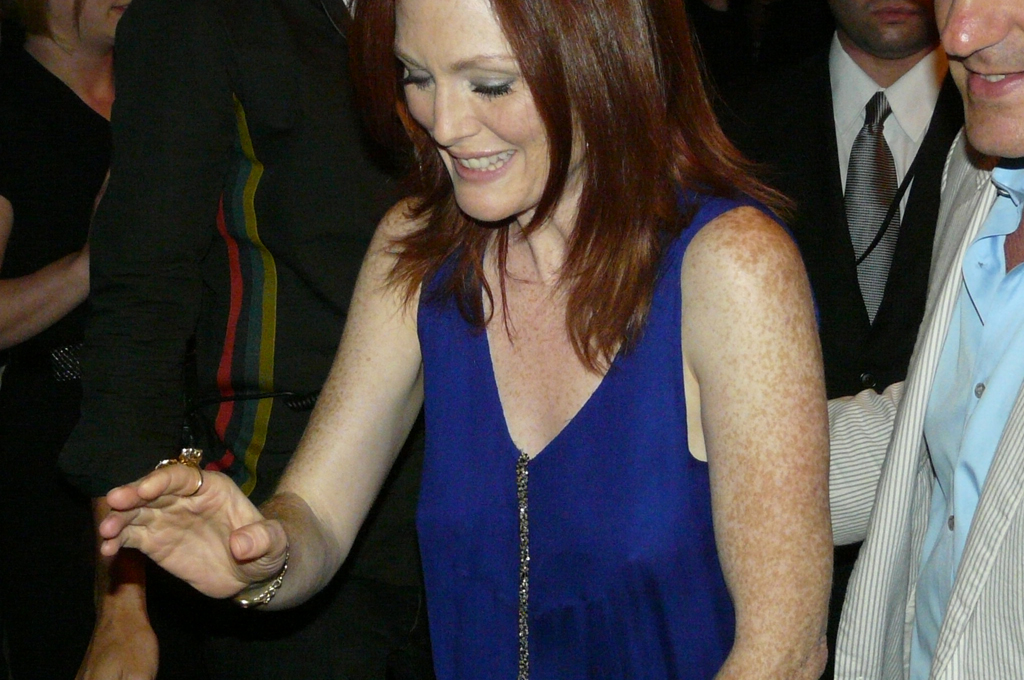
Puis au Festival international du film de Toronto 2008.

- Ce film aurait pu être le premier film de Fernando Meirelles, bien avant ses deux films (La Cité de Dieu et The Constant Gardener) si l'écrivain, José Saramago n'avait pas refusé sa proposition en 1995, même année de la sortie du roman. C'est finalement grâce au scénariste Don McKellar et au producteur Niv Fichman que les droits ont pu être achetés.
- Avant d'embaucher officiellement Mark Ruffalo, Daniel Craig était pressenti pour le rôle du docteur.
- Le tournage a eu lieu dans les villes de São Paulo au Brésil et Montevideo capitale de l'Uruguay pour les scènes urbaines et à la prison de Guelph en Ontario au Canada pour l'hôpital.
- Les acteurs ont dû s'entraîner à agir comme des aveugles avec des bandeaux sur les yeux. En plein tournage, certains portaient des lentilles leur cachant la vue, ce qui leur permettait de se concentrer sur la cécité tout en gardant les yeux ouverts.
- lors d'une projection privée, José Saramago a regardé le film avec Fernando Meirelles. À la fin de la projection, Saramago était en larmes. Il se tourna vers Meirelles et lui dit : "Fernando, je suis tellement heureux d'avoir vu ce film comme j'étais le jour où j'ai fini le livre."
- Le film a été fortement critiqué par plusieurs organisations représentant la communauté des aveugles. Le Dr. Marc Maurer, Président de la Fédération Nationale des Aveugles (États-Unis), a déclaré : "La Fédération Nationale des Aveugles condamne et déplore ce film, qui fera beaucoup de mal aux aveugles de l'Amérique et du monde". Un communiqué de presse du Conseil américain des aveugles a déclaré : "... il est tout à fait évident que les aveugles seraient indignés par ce film, car les aveugles ne se comportent pas comme des créatures non civilisées et animales." José Saramago a rejeté les protestations, déclarant que "la stupidité ne choisit pas entre les aveugles et les non-aveugles."

## Distinctions

### Nominations et sélections
- Grande Prêmio do Cinema Brasileiro 2009 : meilleur film[5]

- Festival de Cannes 2008 : sélection officielle et film d'ouverture